# Nati nel 1447
| Questa pagina contiene informazioni ricavate automaticamente dalle voci biografiche con l'ausilio del template Bio e di un bot. L'aggiornamento è periodico e automatico e ricostruisce completamente la pagina. Se manca una persona in questa lista, sei pregato di non aggiungerla, ma accertati piuttosto che la sua voce biografica contenga il template Bio e che i dati anagrafici siano correttamente compilati. Se il template Bio manca, inseriscilo tu stesso o, in alternativa, metti l'avviso {{tmp\|Bio}} che ne segnala la mancanza. Se i dati riportati sono sbagliati, correggi direttamente la voce biografica; le modifiche saranno visibili in questa lista entro pochi giorni. Per chiarimenti vedi il progetto biografie. La lista contiene solo le 24 persone che sono citate nell'enciclopedia e per le quali è stato implementato correttamente il template Bio. Pagina aggiornata al 10 ago 2025. |

- 1º febbraio - Eberardo II di Württemberg, duca tedesco († 1504)
- 4 febbraio - Ludovico Lazzarelli, poeta e filosofo italiano († 1500)
- 5 aprile - Caterina da Genova, mistica e veggente italiana († 1510)
- 5 luglio - Costanzo I Sforza, condottiero italiano († 1483)
- 10 settembre - Paolo da San Leocadio, pittore italiano
- 30 ottobre - Lucas Watzenrode, vescovo cattolico polacco († 1512)
- 3 dicembre - Bayezid II, sultano ottomano († 1512)
- 9 dicembre - Chenghua, imperatore cinese († 1487)
- 15 dicembre - Alberto IV di Baviera, sovrano († 1508)
- Matteo d'Afflitto, giurista italiano († 1523)
- Giovanni Antonio Amadeo, scultore, ingegnere e architetto italiano († 1522)
- Anna Comnena, principessa bizantina
- Francesco Bianchi, pittore italiano († 1510)
- Ludovico Bolognini, giurista e diplomatico italiano († 1508)
- Pietro Cirneo, presbitero e storico italiano († 1506)
- Susanna Gonzaga, nobile e religiosa († 1481)
- Neroccio di Bartolomeo de' Landi, pittore e scultore italiano († 1500)
- Giovanni Antonio Piatti, scultore italiano († 1480)
- Fazio Giovanni Santori, cardinale e vescovo cattolico italiano († 1510)
- Gian Luigi di Savoia, vescovo cattolico († 1487)
- Veit Stoss, scultore, pittore e incisore tedesco († 1533)
- Giorgio Valla, umanista italiano († 1500)
- Francesco I d'Orléans-Longueville, nobile francese († 1491)
- Bartolomeo della Rovere, patriarca cattolico italiano († 1496)